# Linda Maria Baros
Linda Maria Baros (Bucarest, 6 agosto 1981) è una poetessa, saggista e traduttrice rumena.
Vive da molti anni a Parigi. 
I suoi scritti in francese sono stati apprezzati (Il libro di segni e di ombre e La casa in lame di rasoio – che ha ricevuto il famoso Premio Guillaume-Apollinaire).
È considerata una delle voci più affermate,
tra le maggiori voci della poesia francese contemporanea . I suoi poemi sono stati pubblicati in 25 paesi.

## Biografia
- studi secondari a Bucarest e a Parigi al Liceo Victor Duruy
- studi universitari all'Università Paris-Sorbonne, Laurea in Lettere Moderne; specializzazione in Letteratura Comparata
- Dottorato in lettere all'Università Paris-Sorbonne e all'Università di Bucarest, dal 2011
- Membro dell'Unione degli scrittori rumeni, dal 2002
- Inizia e coordina il Festival Primavera Poetilor/Le Printemps des Poètes (La primavera dei poeti) che si svolge a Bucarest e in altre 55 città in Romania, nella Repubblica Moldava e in Australia, dal 2005
- fonda e dirige la rivista letteraria VERSUS s /m (140 pagine), Romania, dal 2005
- Membro del comitato di redazione della rivista francofona Electron libre, in Marocco, dal 2005
- Segretaria aggiunta dell’Associazione dei Traduttori di Letteratura rumena, Parigi, dal 2006
- Ambasciatrice culturale della Romania nell'ambito della Stagione culturale europea, iniziata sotto la Presidenza francese della Comunità Europea, Francia (2008)
- Membro dell'Associazione Confluenze poetiche, Parigi, dal 2008
- Responsabile della sezione di poesia della rivista letteraria Senna e Danubio, Parigi (2009 – 2010)
- Segretaria generale aggiunta dell'Associazione la Nuova Pleiade, Parigi, dal 2009
- Membro (eletto a vita) della giuria del Premio Max-Pol Fouchet, Francia, dal 2010
- Segretario generale del Collegio di Letteratura Comparata (Collège de Littérature Comparée), Parigi e membro permanente della giuria del Premio Guillaume-Apollinaire dal 2011

## Opere
Linda Maria Baros a pubblicato il suo primo poema nel 1988 in una rivista letteraria di Bucarest, Romania.
Pubblicò la sua prima raccolta di poesie in romena, E'lontano il sole del tramonto, strappagli il nastro, nel 2001, e poi Il poema con la testa di cinghiale (Casa editrice Vinea, Bucarest, Romania, 2003).

### Poesie (in francese)
- Il libro di segni e d'ombre, Éditions Cheyne, Francia – Premio per la vocazione poetica, 2004
- La casa in lame di rasoio, Éditions Cheyne, Francia – Premio Guillaume-Apollinaire, 2007 [3]
- L'autostrada A4 e altri poemi, Éditions Cheyne, Francia, 2009

Le poesie di Linda Maria Baros sono state tradotte e pubblicate in 25 paesi.

### Studi critici (in Francese)
- Passer en carène, Editura Muzeul National al Literaturii Române, Bucarest, 2005
- Les Recrues de la damnation, Editura Muzeul National al Literaturii Române, Bucarest, 2005

### Teatro
- Un centauro è venuto a casa mia…, META, Bucarest, 2002
- I grandi spiriti sono insensibili alle sciocchezze, Editura Muzeul National al Literaturii Române, Bucarest, 2003

### Libri scolastici
- Il poema I cavalli di miniera è stato inserito in testi scolastici di Lingua e Letteratura rumena per le Scuole Superiori, Editura Paralela 45, Romania, 2007.

### Libri in altre lingue (traduzioni)
- rumena - Dictionarul de semne si trepte, Editura Junimea, 2005, Romania
- bulgaro - Кьща от брьснарски ножчета (La casa in lame di rasoio), trad. Aksinia Mihailova, FLB, 2010, Sofia, Bulgaria [4].

### Riviste letterarie
Linda Maria Baros pubblica della poesia, delle note di lettura e delle traduzioni nelle riviste di Francia (Europe, Aujourd'hui poème, La Revue littéraire, Po&sie, Confluences poétiques, Nunc, Poésie 2003, Pyro, MIR, Ici & Là, Littérales, La page blanche, Hauteurs, Thauma, L'Écho d'Orphée, Le Bateau Fantôme, Seine et Danube, Levure Littéraire, La Traductière), Stati Uniti (International Notebook of Poetry, Pleiades), Gran Bretagna (Poetry Review, Horizon Review), Lussemburgo (Tageblatt, Le Quotidien, Le Jeudi), Belgio (Le Journal des Poètes, Revolver, Langue vive), Italia (Scritture Migranti, Formafluens), Spagna (ABC, El Coloquio de los Perros, Alora, la bien cercada), Paesi Bassi (Bunker Hill), Germania (Galateea, Observator München), Marocco (Électron libre), Serbia (Poetika, Gradina, Književni list), Slovenia (Apokalipsa), Canada (Contre-jour, Langage & créativité), Romania (România literară, Luceafărul, Viaţa românească, Academia de poezie, Apostrof, Adevărul literar şi artistic, Astra, Argeş, Calende, Tribuna, VERSUs/m, Noua literatură, Ziua literară, Ziarul de Duminică), Croazia (Europski glasnik), Bangladesh (Shirdanra), Svizzera (La Revue de Belles Lettres), Giappone (Beagle) etc.

### Antologie
Le poesie di Linda Maria Baros sono state pubblicate in più di 30 antologia fra quali:
- 2006, L'Année poétique 2005 (L'anno poetico 2005), Éditions Seghers, Francia [5]
- 2006, Apokalipsa. Zlati coln 2005, Lubiana, Slovenia
- 2007, Literatura tânara 2007 (La giovane letteratura 2007), Unione degli scrittori rumeni, Romania
- 2008, Poëzie van dichters uit de hele wereld.  Poetry International, Rotterdam, Paesi Bassi
- 2008, Poesía francesa contemporánea. Diecisiete poetas (La poesia francese contemporanea. Diciassette poeti), Éditions Lancelot, Spagna
- 2008, Voix de la Méditerranée, Éditions Clapas, Francia
- 2008, Poésies de langue française. 144 poètes d'aujourd'hui autour du monde (Poesia di lingua francese. 144 poeti nel mondo d'oggi) Éditions Seghers, Francia[6]
- 2009, Ailleurs 2008. Une année en poésie, Musée Arthur Rimbaud, Francia
- 2009, Kijk, het heeft gewaaid, Poetry International, Rotterdam, Paesi Bassi

- 2010, Anthologie de la poésie amoureuse, Écriture, Francia [8]
- 2010, Couleurs Femmes, éditions Castor Astral / Nouvel Athanor, Francia[9]
- 2010, 30 poètes, 30 voix (30 poeti, 30 voci), Cheyne, Francia [10]
- 2010, Ce qu'île dit (68 poeti de cinque continenti), Bacchanales, Francia
- 2010, Poesia antiutopica. Un'antologia della generazione 2000 dei poeti rumeni, Paralela 45, Romania
- 2010, Runoilevien naisten kaupunki (12 donne poeta), Tammi, Helsinki, Finlandia [11]
- 2010, Europski glasnik (Messaggero europeo), Zagabria, Croazia [12]
- 2011, Anthologie de la poésie érotique féminine contemporaine de langue française (Antologia di poesia erotica femminile contemporanea di lingua francese), Francia
- 2011, Les Très riches heures du Livre pauvre, album, éditions Gallimard, Francia [13]

### Traduzioni
Ha tradotto una trentina di raccolte di poemi e romanzi in lingua francese o rumena.
Tra gli autori tradotti si ricordano: Henri Michaux, Boris Vian, Guy Goffette, José-Luis Reina Palazón, Maria-Antonia Ortega, Alphonse Daudet, Johanna Spyri, James Oliver Curwood, Nichita Stănescu, Angela Marinescu, Ioan Es. Pop, Mircea Bârsila etc.
Nel 2008 ha creato la biblioteca virtuale ZOOM  (125 autori tradotti e pubblicati) che riunisce una parte delle sue traduzioni.
E nel 2009, ha fatto anche una Antologia della poesia rumena contemporanea (20 poeti) in lingua francese.

## Premi letterari
- Premio Les Plumes de l'Axe per la traduzione della raccolta di Boris Vian, Henri Michaux e Nichita Stanescu in rumeno e/o francese, Francia, 2001
- Premio dell'Accademia Internazionale Mihai Eminescu per la traduzione di poesia, Romania, 2002
- Premio di poesia accordato dalla Fondazione Blanchet per Libro di segni e di ombre, Francia, 2004 [15]
- Premio Guillaume-Apollinaire per La casa in lame di rasoio, Francia, 2007[16]
- Premio Nazionale di poesia Ion Minulescu, Romania, 2008

## Laboratori di traduzione
- Le Collège Européen des Traducteurs Littéraires de Seneffe (Belgio), 2003
- Poetry Translation Workshop The Golden Boat (Slovenia), 2005
- Le Centre de Rencontres Abbaye Neumünster, Institut Pierre Werner (Lussemburgo), 2006
- Vertalershuis (Casa dei traduttori), Amsterdam (Paesi Bassi), 2007
- VERSschmuggel/réVERSible, Poesiefestival Berlin (Germania), 2011

## Festivals di poesia
- Il Festival Internazionale di Poesia, Neptun, Romania, 2001
- Il Festival Internazionale di Poesia, Rabat, Marocco, 2004
- Il Festival Internazionale di Poesia di Teranova, Francia, 2006
- Il Festival Le Printemps des Poètes, Parigi, Francia, 2005
- Il Festival Internazionale Odyssée, Amman, Giordania, 2005
- Biennale Internazionale di Poesia, Liegi, Belgio, 2005
- Il Festival Dacia - Méditerranée, Francia, 2007
- Lectures sous l'Arbre, Francia, 2007
- Le Printemps des Poètes, Francia, 2007
- Poetry International, Rotterdam, Paesi Bassi, 2008 [17]
- Les Voix de la Méditerranée, Lodève, Francia, 2008
- Primavera dei Poeti, Italia, 2008
- Le Printemps Balkanique. Insolite Roumanie, Francia, 2008
- La Mar de Letras, Cartagena, Spagna, 2008
- Le Printemps des Poètes, Francia, 2008
- World Poetry Day, Belgrade, Serbia, 2008
- Le Printemps des Poètes, Lussemburgo, 2008
- Il Festival Internazionale di Poesia, Trois-Rivières, Québec, Canada, 2008
- Le Printemps des Poètes, Francia, 2009
- Paris en toutes lettres, Francia, 2009
- Lectures sous l'Arbre, Francia, 2009
- Biennale di poesia, Saint-Quentin-en-Yvelines, Francia, 2009
- Biennale Internazionale di Poesia, Liegi, Belgio, 2010
- Il Festival MidiMinuitPoésie, Nantes, Francia, 2010
- Il Festival Voix de la Méditerranée, Lodève, Francia, 2010
- Il Festival Internazionale di Poesia Wallonie-Bruxelles, Namur, Belgio, 2010
- Il Festival franco-anglais, Francia, 2010
- Le Printemps des Poètes, Francia, 2010
- Il Festival À vous de lire, Francia, 2010
- Il Festival DécOUVRIR, Concèze, Francia, 2010
- Il Festival Festimots, Francia, 2011
- Il Festival Internazionale di Poesia Giorni e notti di letteratura, Neptun, Romania, 2011
- Il Festival Voix de la Méditerrané, Francia, 2011
- Poesiefestival Berlin, Germania, 2011 [18]